# Прапор і герб кантону Гларус
Прапор і герб кантону Гларус — офіційні символи кантону Гларус, що ображують посланця віри Фрідоліна Зеккінгенського із золотим німбом, патерицею та книгою на червоному тлі. Герб Гларуса — єдиний з 26 швейцарських кантонів, на якому зображена людина.
З 1939 року місто Гларус має герб, відмінний від герба кантону Гларус.

## Герб
Офіційним гербом Гларуса з 1959 року є:
«На гербі кантону зображено в червоному кольорі проповідника віри Фрідоліна, одягненого в чорне, що крокує вправо, з головою без головного убору в німбі, зверненою до глядача, в правій руці тримаючи посох, а в лівій — книгу. Німб, книга і посох золоті (жовті), обличчя і руки срібні (білі)».
Він замінив герб 1941 року, на якому святий все ще носив сандалі, головний убір та «дорожню сумку або згорток»: у червоному — святий Фрідолін у чорному паломницькому одязі та головному уборі, із золотим німбом та золотими сандалями, що несе дорожню сумку або згорток, тримаючи в правій руці золоту патерицю паломника, а в лівій — червоне Євангеліє. Обличчя, руки та ноги мають бути зображені в природних кольорах.
Вексилологічний опис прапора Гларуста: «Червоний прапор із зображенням місіонера Фрідоліна, що прямує вправо, одягненого в чорне, з оголеною головою, зверненою до глядача, в оточенні золотого німба, що тримає в правій руці палицю того ж кольору, а в лівій — книгу останнього».
Святий завжди повинен йти до жердини або до геральдичної правої руки.
Кольори кантону — червоний, чорний, білий та жовтий.

## Історія
Герб Гларуса бере свій початок від битви під Нефельсом (1388), де жителі Гларуса воювали під прапором з Фрідоліном, оскільки їхній старий прапор був захоплений жителями Рапперсвіля. Фрідолін був ірландським ченцем, який емігрував до регіону близько 500 року, щоб християнізувати навколишню місцевість. Він був засновником Зеккінгенського монастиря, до якого до 1388 року належало місто Гларус. З ХІІІ століття існує легенда, за якою Фрідолін сам працював у Гларусі. Сьогодні Фрідолін вважається святим покровителем боротьби зі спадковим шахрайством у кантоні Гларус. Часті подорожі святого дали йому прізвисько «паломник».
У XV і XVI століттях жителі Гларуса використовували прапор з Фрідоліном як польовий знак. При використанні як гербовий щит зображення святого могло значно варіюватися: з Євангелієм або без нього, з німбом або без нього, з єпископською палицею або з простою палицею паломника. Дібольд Шиллінг Старший у своєму зображенні битви при Муртені в Цюрихській хроніці (1480-ті роки) показує прапор Гларуса зі святим у чорному, схожий на збережений прапор з Фрідоліном. Люцернська хроніка 1513 року показує прапор у битві при Нансі в подібній формі, з додатковим білим хрестом як польовим знаком, а в битві при Грансоні — з фігурою святого в білому. Прапори Глару завжди мали білий шлейф, який, однак, був обрізаний до довжини прапорової тканини.
На прапорі Юліуса 1512 року Фрідолін зображений як абат-місіонер у золотій сутані, з пастушею патерицею і зеленою сумкою. На копії прапора, виготовленій наступного року, він знову зображений у чорній сутані.
Герб набув остаточного вигляду лише в XVII столітті, спочатку із зображенням святого як паломника (а не єпископа) в білому кольорі. Йоганн Зібмахер (1605) зобразив срібного паломника на червоному тлі, з паломницькою патерицею і знаком паломника на капелюсі та плащі, але без Біблії та німба. Якоб Август Франкенштейн (1724) описує герб як «щит, на червоному полі, срібний паломник, з золотим сяйвом навколо голови, в правій руці тримає золоту паломницьку палицю, а в лівій — золоту книгу, на честь святого Фрідліна».
У ХІХ столітті святий знову зображувався в чорному, ймовірно, з огляду на прапор, виставлений у палаці Фройлер у Нефельсі, який, як вважається, був ідентичним тому, що використовувався в 1388 році. Так він зображений у куполі Федерального будинку (близько 1900 року). Наслідуючи зображення на прапорі, у ХІХ столітті та на початку ХХ століття святий часто зображувався з сумкою через плече, іноді крокуючим, іноді (як на прапорі) стоячим. Тепер він зазвичай тримає патерицю (на відміну від зображення на прапорі) у правій руці, а Євангеліє — у лівій.
Зелена поперечна сумка святого, ймовірно натхненна прапором Юлія, довго зберігалася і з'являється навіть у малюнку Рудольфа Мюнгера в офіційній брошурі «Герби Швейцарської Конфедерації та кантонів» (1924), хоча зелений колір часто піддавався критиці. У 1941 році уряд вперше офіційно затвердив форму герба. Згідно з ним, патериця мала бути жовтою, сандалі — жовтими з чорними ремінцями, а сумка — білою. Ця форма герба з'явилася в брошурі «Герби громад Гларусу» 1941 року. Федеральна канцелярія врахувала цю зміну кольору, зберігши малюнок Мюнгера в публікації 1948 року (хоча сумка, мабуть, випадково була надрукована рожевою замість білою).
Нинішній опис герба датується 1959 роком. Обличчя і руки святого тепер зображуються в геральдичному білому кольорі. Новим є також правило, що святий повинен бути з непокритою головою, тобто тепер (на відміну від зображення на прапорі) його слід зображати без капелюха або плаща з капюшоном. Борода святого не згадується, але колір бороди та волосся тепер чорний, так само як і взуття, так що весь герб містить лише чотири кольори: білий (срібний), жовтий (золотий), чорний і червоний. Нове правило також викликало критику, оскільки тепер «білосніжне» обличчя святого виглядає скоріше комічно, ніж гідно; також знадобився деякий час, щоб це зображення утвердилося на практиці. Ще в 1973 році Мюлеманн повідомляв, що святий «часто і з перевагою» зображується, особливо на прапорах кантонів, «з шкірою природного кольору».
Сучасне, сильно стилізоване зображення святого також походить з 1959 року і належить графіку Ернсту Келлеру.

## Інші вексилологічні та геральдичні зображення
Прапор також випускається у вигляді орифлами, з хвостом або з плоскою основою. Прапор-орифлама кантонів, на якому у верхній частині зображено прапор кантону, а в нижній частині — кольори кантону, називається «повним» прапором.
Герб знаходиться на задніх номерних знаках транспортних засобів, зареєстрованих у кантоні Гласрус.

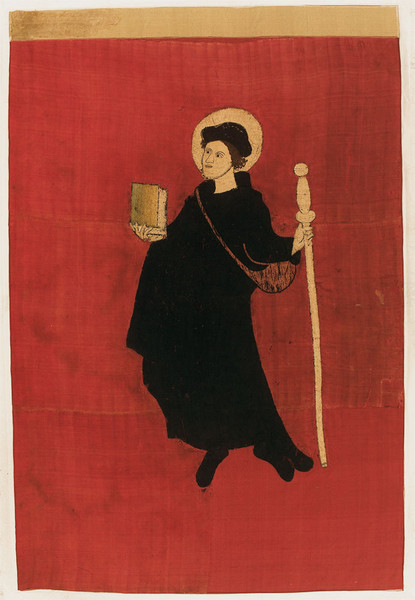
Прапор з Фрідоліном 1388 року (можливо, молодша копія)
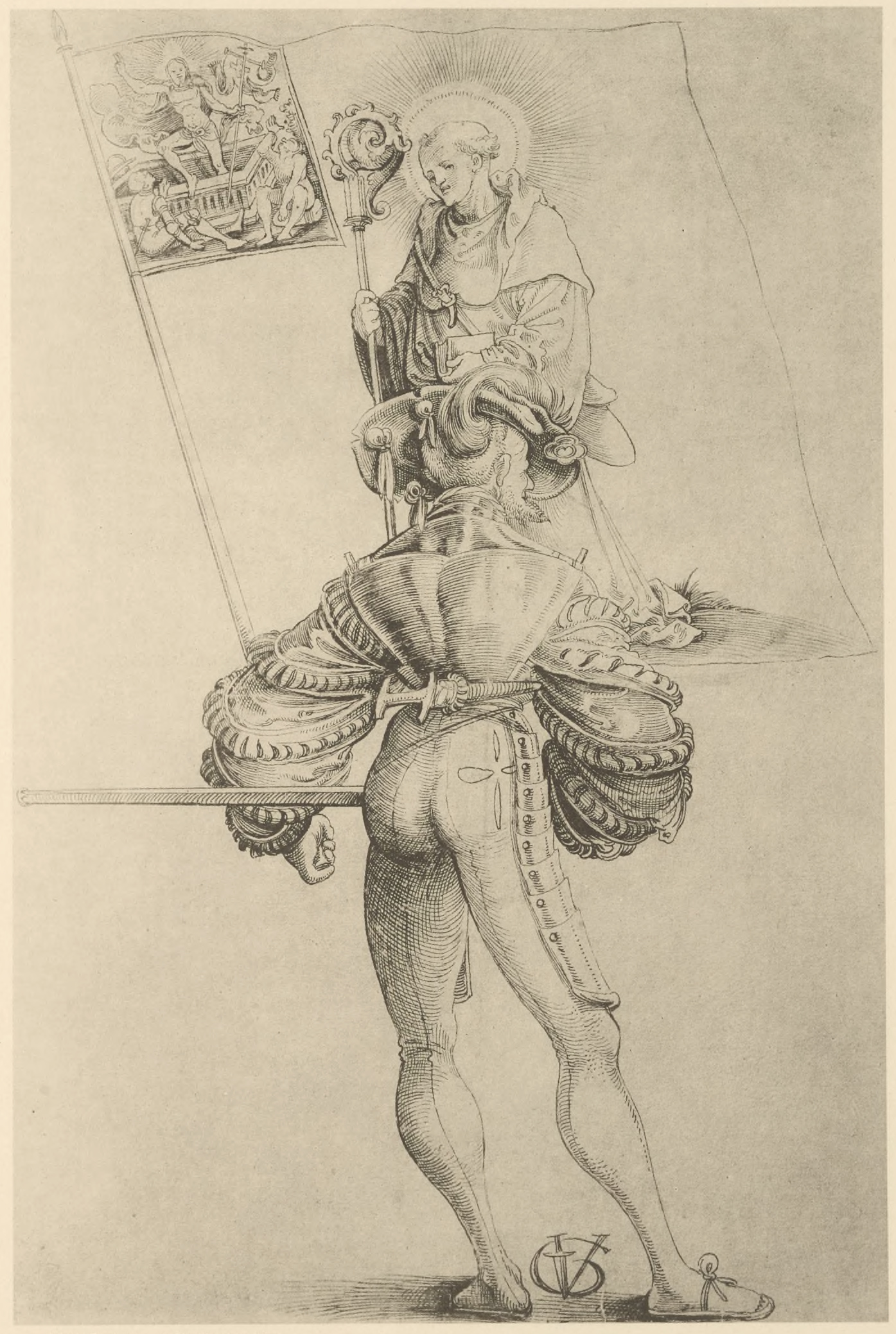
Прапороносець Гларуса (1521)
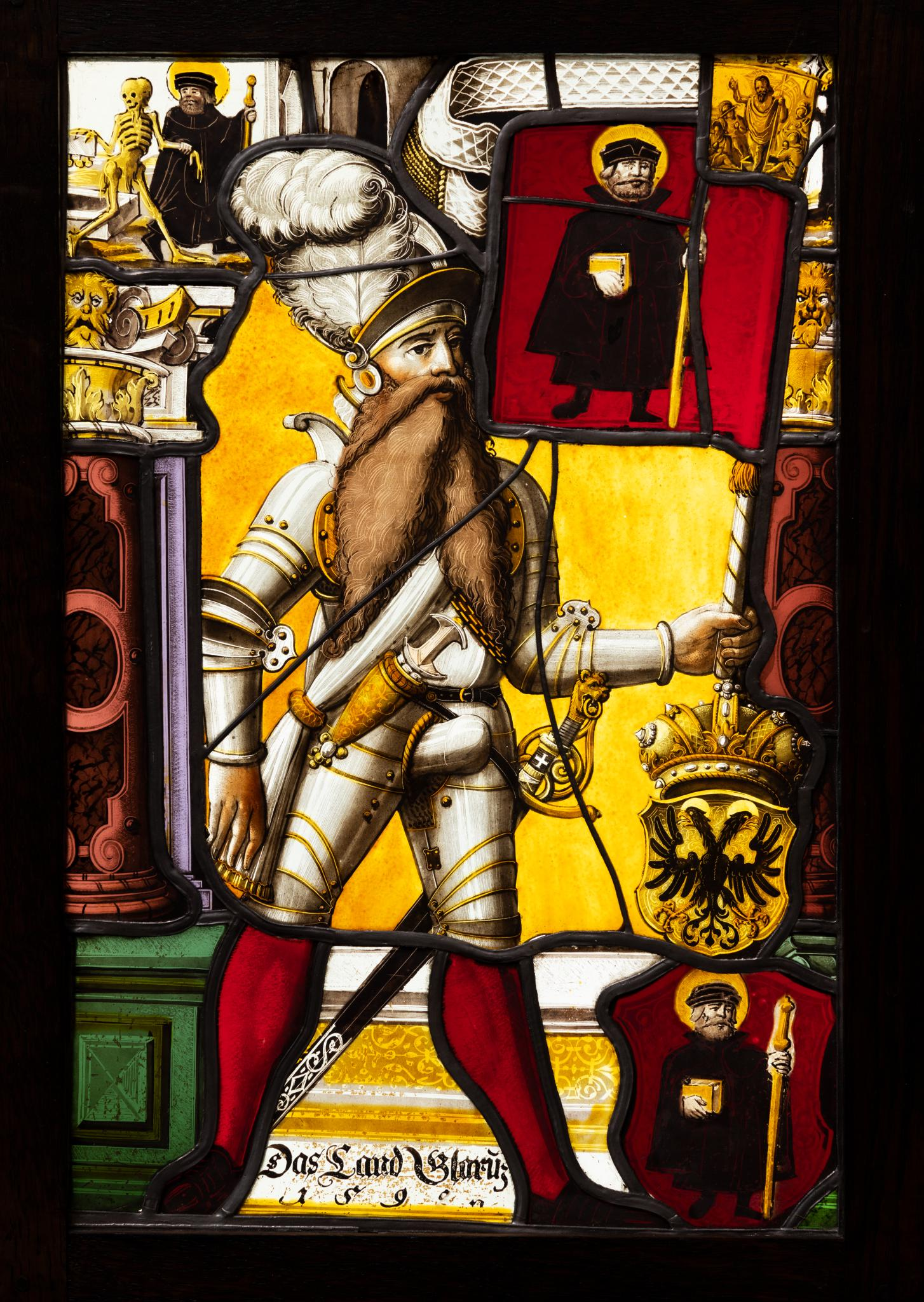
Вітраж 1590 року
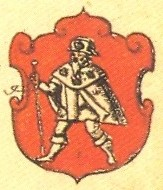
Герб Гларуса (1605)
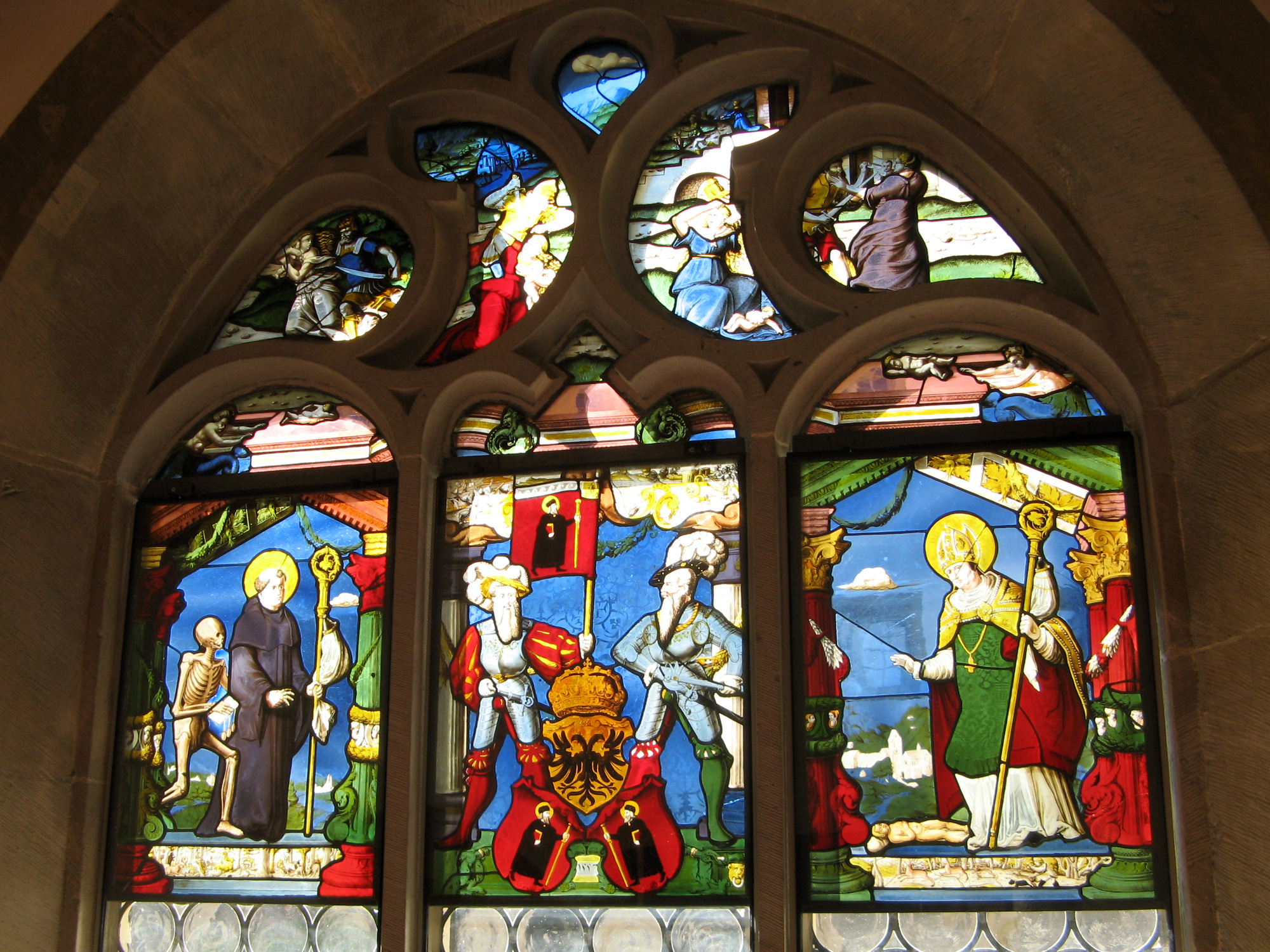
Вітраж монастиря Мурі. Вікно E6, подароване Гларусом (1557)
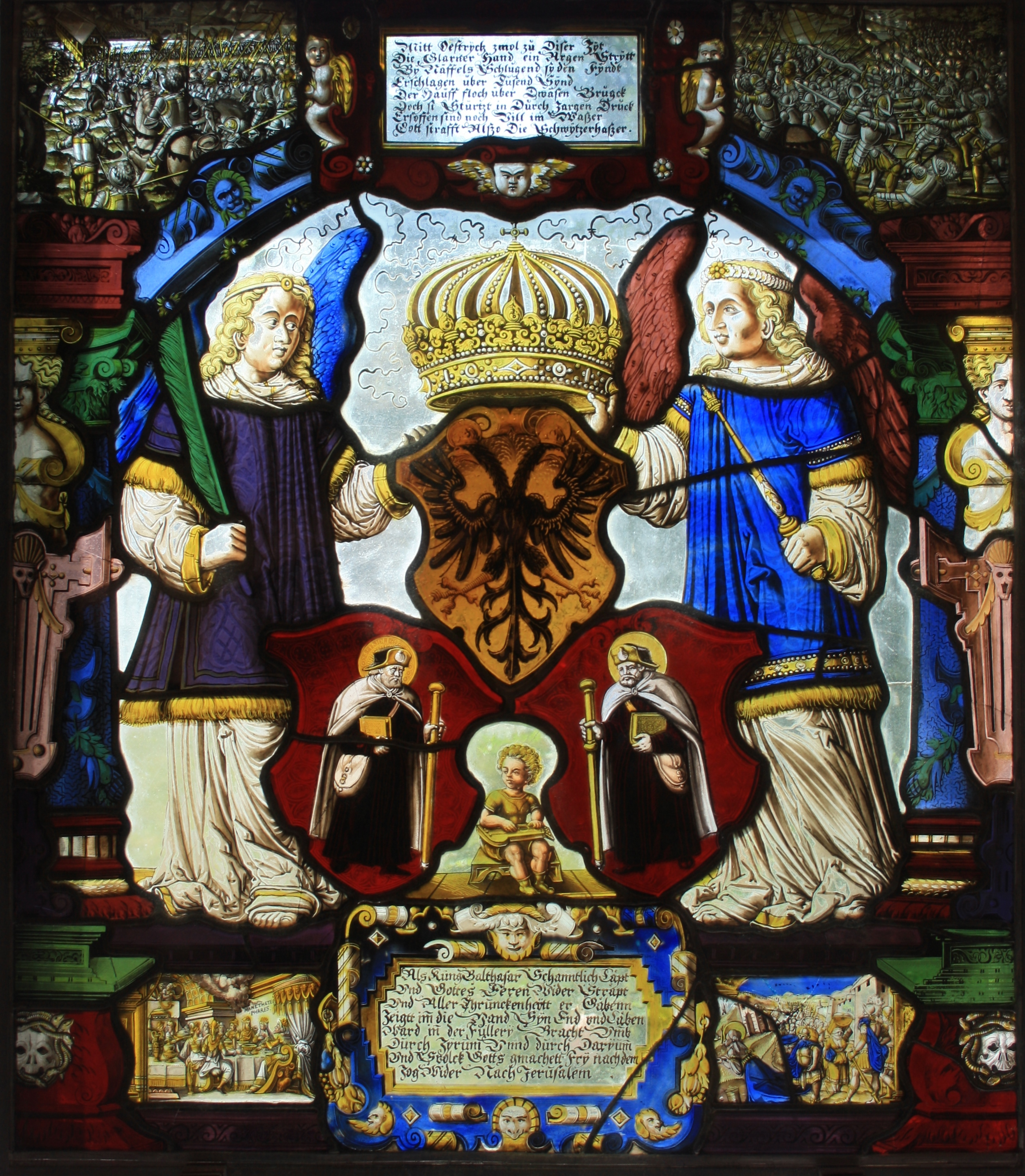
Герб Гларуса з вітража Веттінгенського монастиря
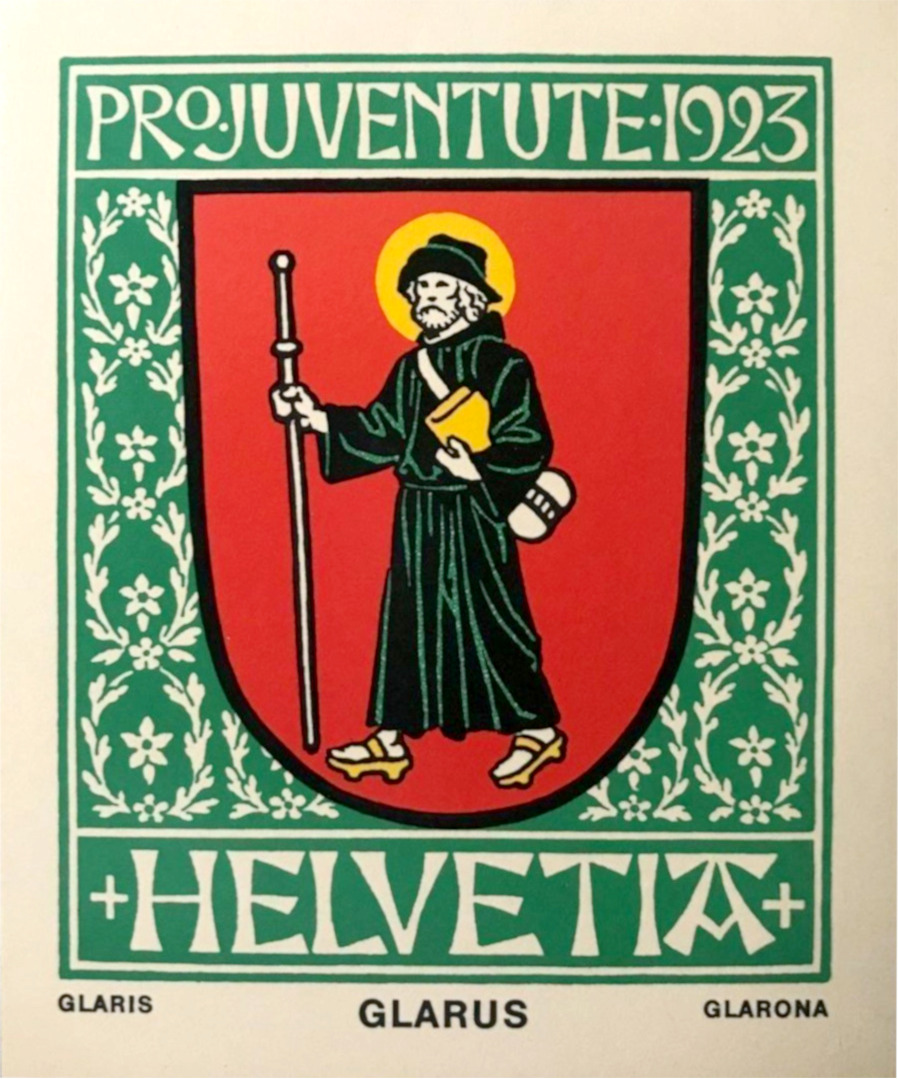
Малюнок Рудольфа Мюнгера (1923), зразок для блазонування 1941 року (незначна зміна кольору, книга тепер зображена червоною, паломницька патериця золотою, а шкіра «в природних кольорах») та для зображення Федеральної канцелярії (1948)
Повний прапор Гларуса
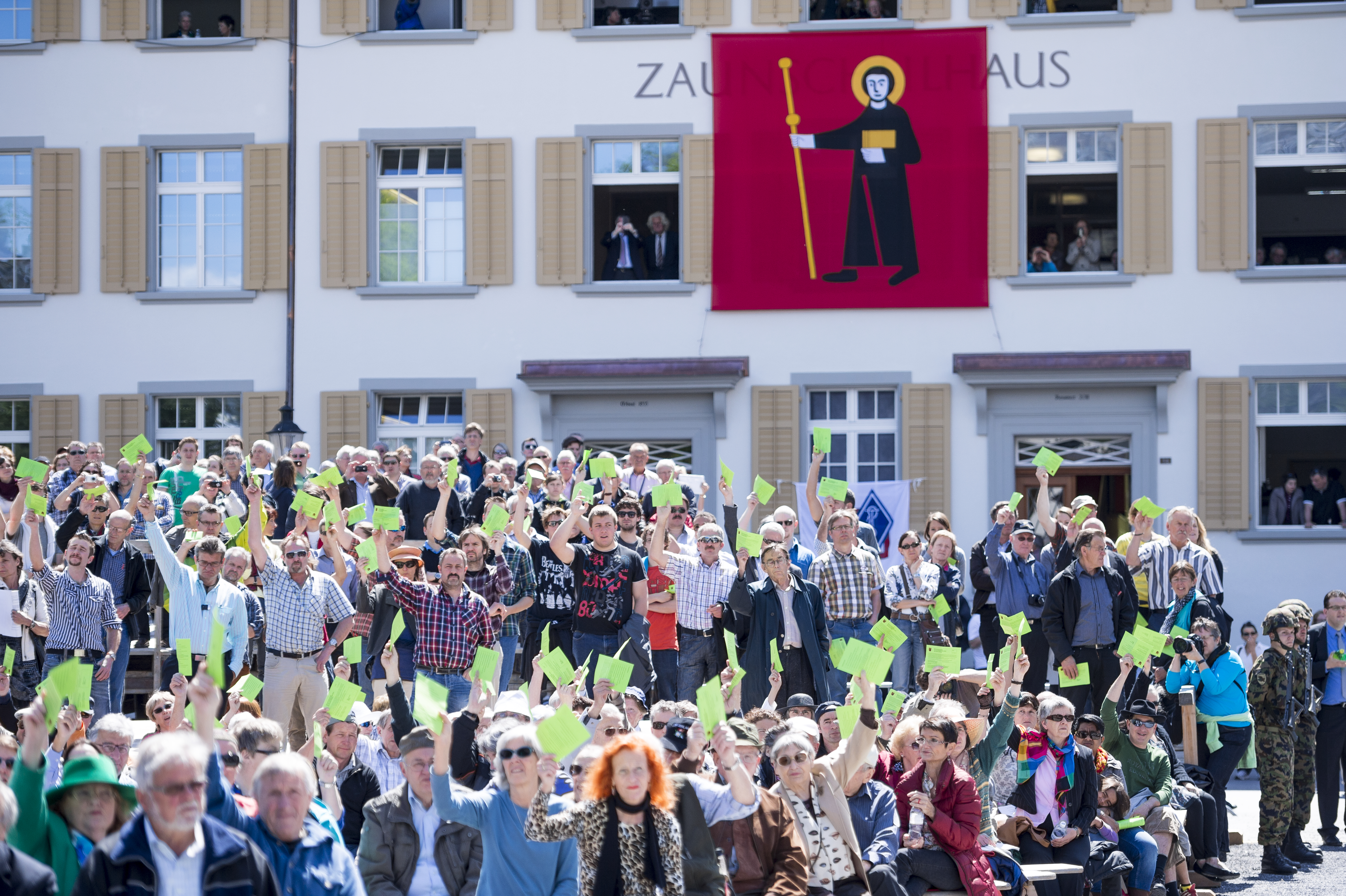
Прапор Гларуса, розгорнутий під час Ландсгемайнде в Гларусі.
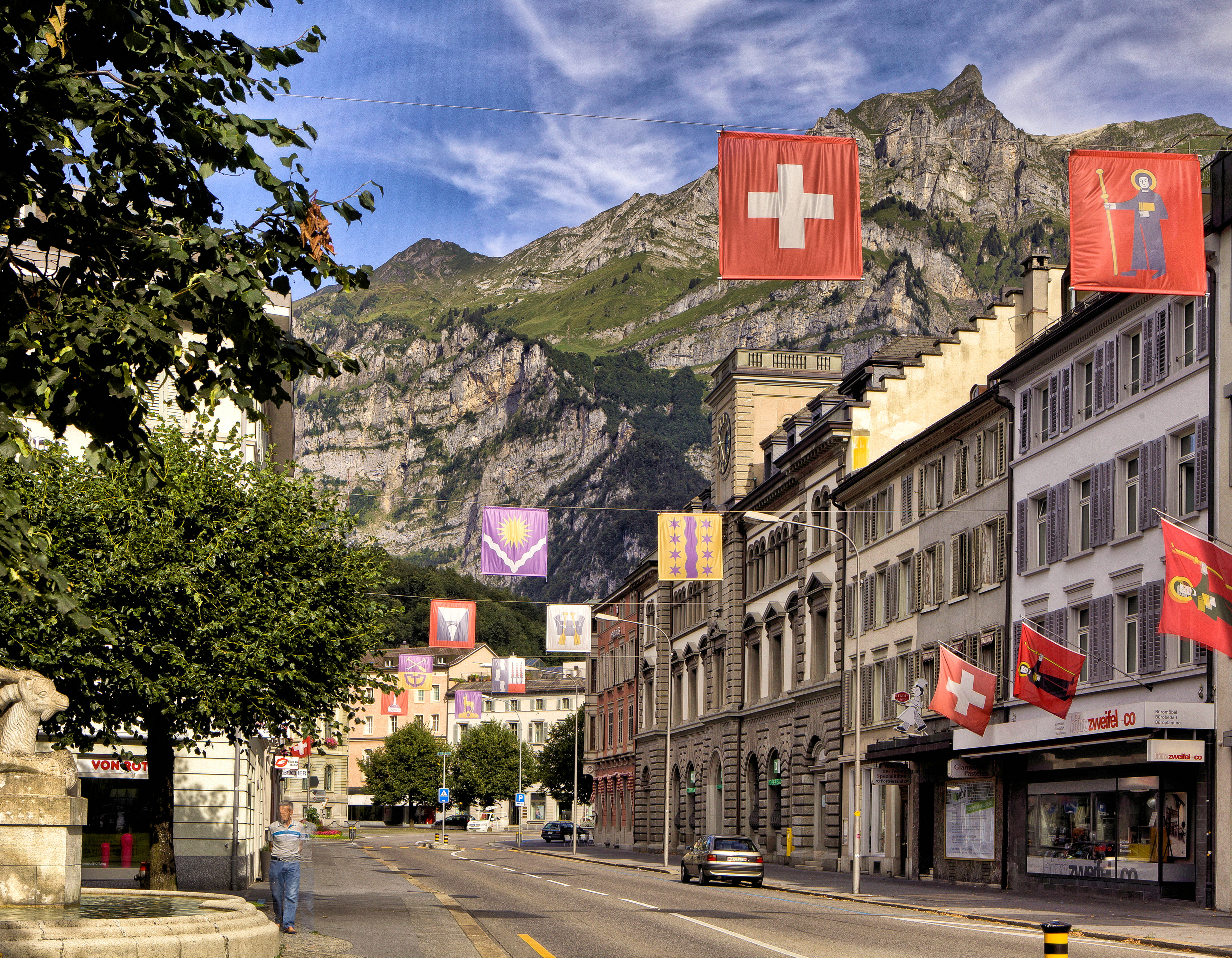
Прапори Гларуса, вивішені на Bahnhofstrasse в Гларусі
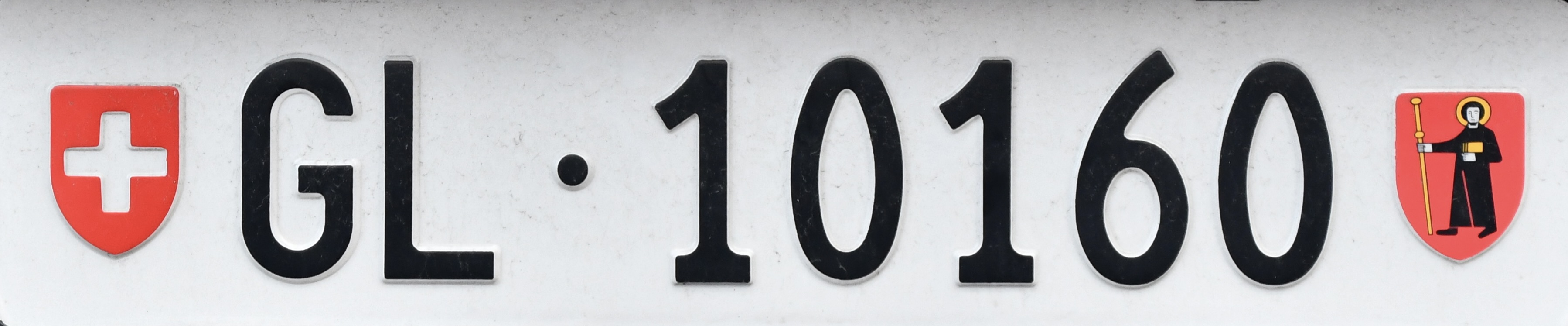
Задній номерний знак Гларуса
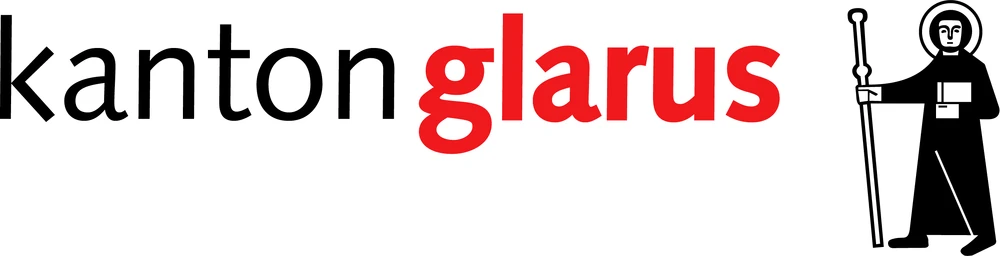
Логотип кантону Гларус